# La vita che volevamo
La vita che volevamo (Was wir wollten) è un film del 2020 diretto da Ulrike Kofler.
La pellicola, il cui soggetto è tratto dal racconto breve Der Lauf der Dinge di Peter Stamm, è stata scelta come film austriaco proposto per l'Oscar al miglior film straniero.

## Trama
Alice e Niklas sono felicemente sposati ma il loro rapporto subisce un terribile contraccolpo quando il quarto tentativo di inseminazione in vitro fallisce.
Decidono di lasciare Vienna per concedersi una vacanza in Sardegna per riposarsi e prendere tempo su come agire in futuro. Appena sistemati in un elegante alloggio di un residence, nella villetta accanto alla loro arriva una famiglia tirolese che sembra avere tutto quello che loro desiderano da sempre. La coppia ha infatti due figli: il tredicenne David, abulico e introverso, e la piccola Denise di cinque anni, che mostra subito una particolare simpatia per Alice.
La crisi latente della coppia, emerge in tutta la sua gravità anche per effetto del contatto diretto e continuativo con una famiglia che in qualche modo rappresenta un ideale che loro cominciano a dubitare di poter mai raggiungere.
La "famigliola perfetta" è però poi sconvolta dal tentativo di suicidio del cupo David. La vacanza era già agli sgoccioli, ma gli ultimi avvenimenti compromettono definitivamente il clima di spensieratezza ricercato. Ripartiti con la notizia che David è fuori pericolo, una volta a Vienna, Alice e Niklas sembrano poter essere in grado di riprogettare una vita futura insieme, con o senza figli.

## Produzione
Le riprese sono durate poco più di un mese, tra il 3 ottobre e l'11 novembre 2019, ed hanno avuto luogo tra Vienna e il sud della Sardegna.